# Musik, Musik und nur Musik

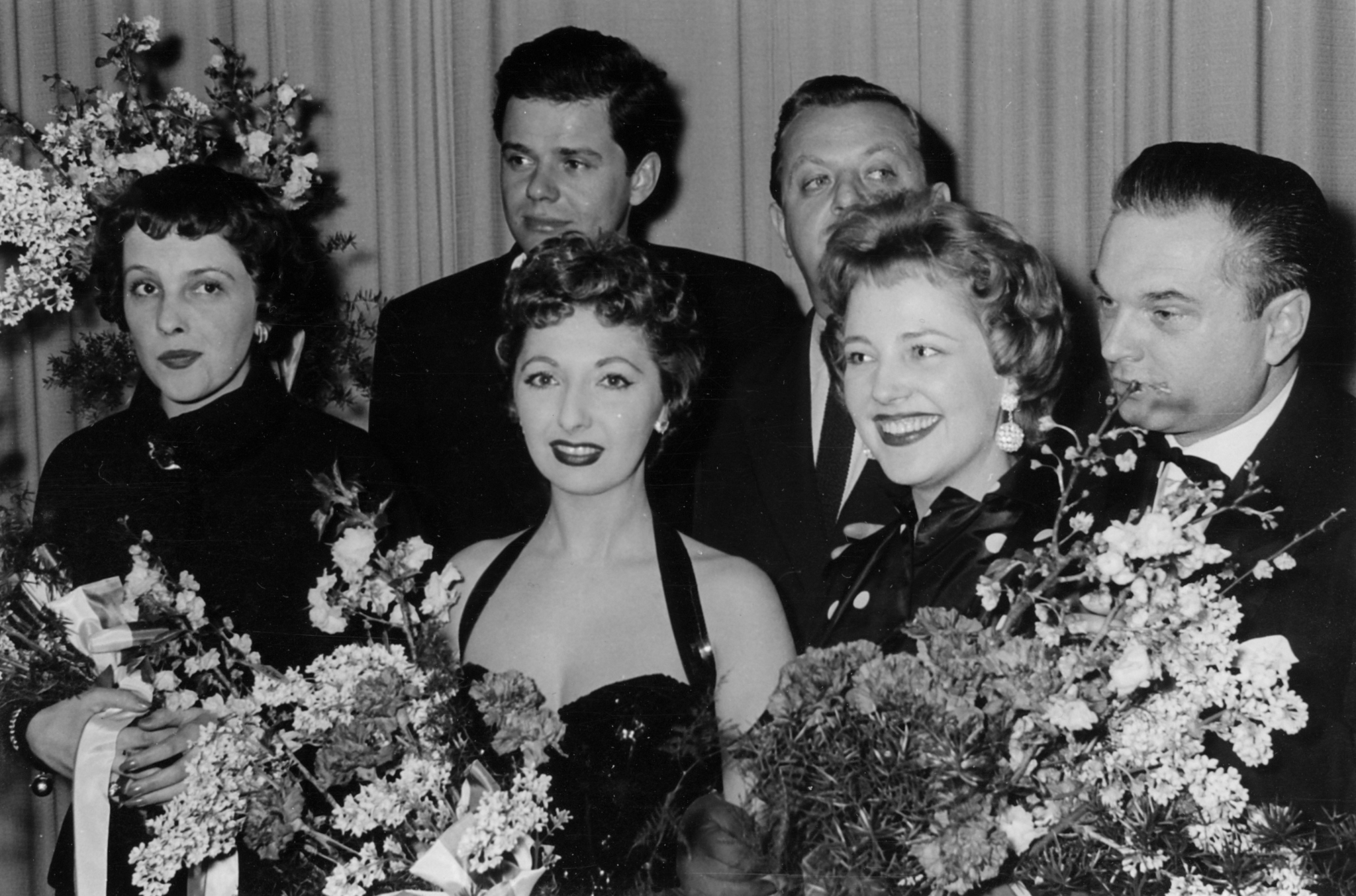
Gruppenfoto anlässlich der Filmvorstellung in Frankfurt am Main. Von links nach rechts: Inge Egger, Walter Giller, Suzi Miller, Benny de Weille, Lonny Kellner, Ernst Matray.

Musik, Musik und nur Musik ist ein deutscher Spielfilm von Ernst Matray aus dem Jahr 1955.

## Handlung
Karl Zimmermann ist ein Musikstudent und möchte einmal ein ernsthafter Komponist werden. Nur ist er, wie fast alle Studenten, chronisch knapp bei Kasse. Und dann gibt es noch Anni Pichler, ebenfalls eine Musikstudentin, aber mehr der leichteren Musik zugetan. Sie lebt mit ihren Freundinnen Sonja, einer Tanzstudentin, und der Engländerin Pat, die Chanson bevorzugt, in einer Wohngemeinschaft. Mit zu ihrem Freundeskreis gehören noch die jungen Männer Bill, ein Amerikaner, Maurice, ein Pianist und der Tanzschüler Franz, die alle am Konservatorium studieren. Sie verbringen fast ihre gesamte Freizeit miteinander und ihre Finanzen bessern sie durch Gelegenheitsarbeiten als Portier, Zigarettenverkäuferinnen, Garderobenfrauen und Ähnliches in einer Bar auf.
Karl ist der Nachhilfelehrer Anni Pichlers, was vorerst nur die Musik betrifft. Dabei kommt es immer wieder zu Streitigkeiten, denn Karl bevorzugt Beethoven und Sonja mag eher den Jazz. Da sie musikalisch nicht zusammenkommen, trennen sich, nach einem großen Krach, ihre Wege. Doch im Konservatorium treffen sie sich wieder und sie wagen einen neuen Versuch mit dem Nachhilfeunterricht. Diesmal raufen sich beide zusammen und auch privat kommen sie sich näher, so dass auch bald geheiratet wird.
Ein Jahr später hat Karl gerade seine große Sinfonie fertiggestellt. Um dieses, sowie auch den ersten Hochzeitstag zu feiern, kommen die Freunde mit viel Alkohol zu dem jungen Paar zu Besuch. Mit ihnen kam aber auch noch ein Telegramm, welches Karl zur Vorstellung seines Werkes bei dem bekannten Verleger Berndorff, einlud. Hierbei hatte Evelyne Berger, eine Gesangsschülerin Karls, einen nicht unerheblichen Anteil. Doch seine Sinfonie fiel bei dem Verleger durch. Wieder zurück in seiner Wohnung merken die Freunde, dass ihm nun nicht mehr nach Feiern zumute ist und ziehen sich langsam zurück. Aber auch bei dem jungen Ehepaar brechen die alten Streitigkeiten wieder auf, in dessen Ergebnis Anni bei Karl auszieht.
Anni glaubt aber den Schlüssel zum Glück zu kennen und instrumentiert, gemeinsam mit ihrem Freund Maurice, einen Teil der symphonischen Themen zu modernen Jazz um. Mit einem erheblichen Einsatz an Charme kann sie nun auch den Verleger Berndorff von der neuen Bearbeitung des Stückes, welches sie „Rhapsodie in Jazz“ genannt hat, überzeugen. Fast ununterbrochen arbeiten jetzt Anni und Maurice, der inzwischen auch seine Gefühle für sie wiederentdeckt hat, an der Partitur. Karl ist von seiner veränderten Musik überhaupt nicht begeistert und will eine Aufführung sogar von der Polizei verbieten lassen. Er ist der Meinung, dass sie völlig verschandelt ist. Ausgerechnet Maurice, in dem er einen Nebenbuhler sieht, gelingt es mit Hilfe seiner Freunde, Karl von seinen abwegigen Kompositionsambitionen und auch von seinen Eifersüchteleien, zu heilen. Während im Saal das Finale der „Rhapsodie in Jazz“ gespielt wird, treten Anni und Karl auf die Straße und dieses ist der Anfang für einen neuen Ehe-Auftakt.

## Produktion
Der Film übernimmt den Stoff von Helmut Käutners Wir machen Musik aus dem Jahr 1942. Er wurde im Filmstudio Bendestorf produziert. Die Außenaufnahmen entstanden in Göttingen und Berlin.
Musik, Musik und nur Musik ist ein Schwarzweißfilm und hatte am 17. Februar 1955 in der Lichtburg (Essen) seine Uraufführung. Im Fernsehen wurde dieser Film erstmals am 15. Dezember 1985 von RTL plus gesendet. Die Musik wurde gespielt von der Kapelle Lionel Hampton und dem NWDR-Orchester unter der Leitung von Harry Hermann.

## Kritik
Das Lexikon des internationalen Films bezeichnet Musik, Musik und nur Musik als einen anspruchslos-munteren, operettenhaften Musikfilm.